# Sigrit Behrenz

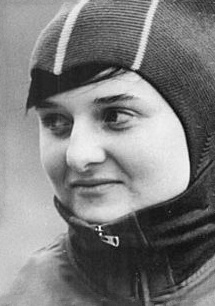
Sigrit Behrenz

Sigrit Behrenz (* 23. Januar 1941 in Prag) ist eine ehemalige deutsche Eisschnellläuferin, welche Wettkämpfe für die Deutsche Demokratische Republik und den TSC Berlin bestritt. Sie nahm als Teil der gesamtdeutschen Mannschaft zweimal an Olympischen Spielen teil.

## Karriere
Erstmals nahm sie 1960 an Olympischen Winterspielen teil. Bei den Olympischen Spielen in Squaw Valley in den Vereinigten Staaten startete sie über die 500 Meter und belegten den 18. Platz. Zudem startete sie über die 1000 Meter und belegte erneut den 18. Platz. Vier Jahre später durfte sie mit der gesamtdeutschen Mannschaft an den Olympischen Winterspielen 1964 in Innsbruck teilnehmen. Bei diesen Spielen durfte sie nur über die 500 Meter an den Start gegen und belegte dabei einen 25. Platz.